# Alfredo Martini
Alfredo Martini (født 18. februar 1921 i Sesto Fiorentino, død 25. august 2014 smst.) var en italiensk cykelrytter og træner.
Fra 1946 til 1955 deltog han i Giro d'Italia ni gange. I 1952 kørte han Tour de France, og i 1955 var han med i Vuelta a España. Efter Martini indstillede sin aktive karriere, var han fra 1975 til 1997 italiensk landstræner i landevejscykling.
I 2021, på hundredeåret for Alfredo Martinis fødsel, blev cykelløbet Per sempre Alfredo etableret til ære for ham.